# Kinderbeuern

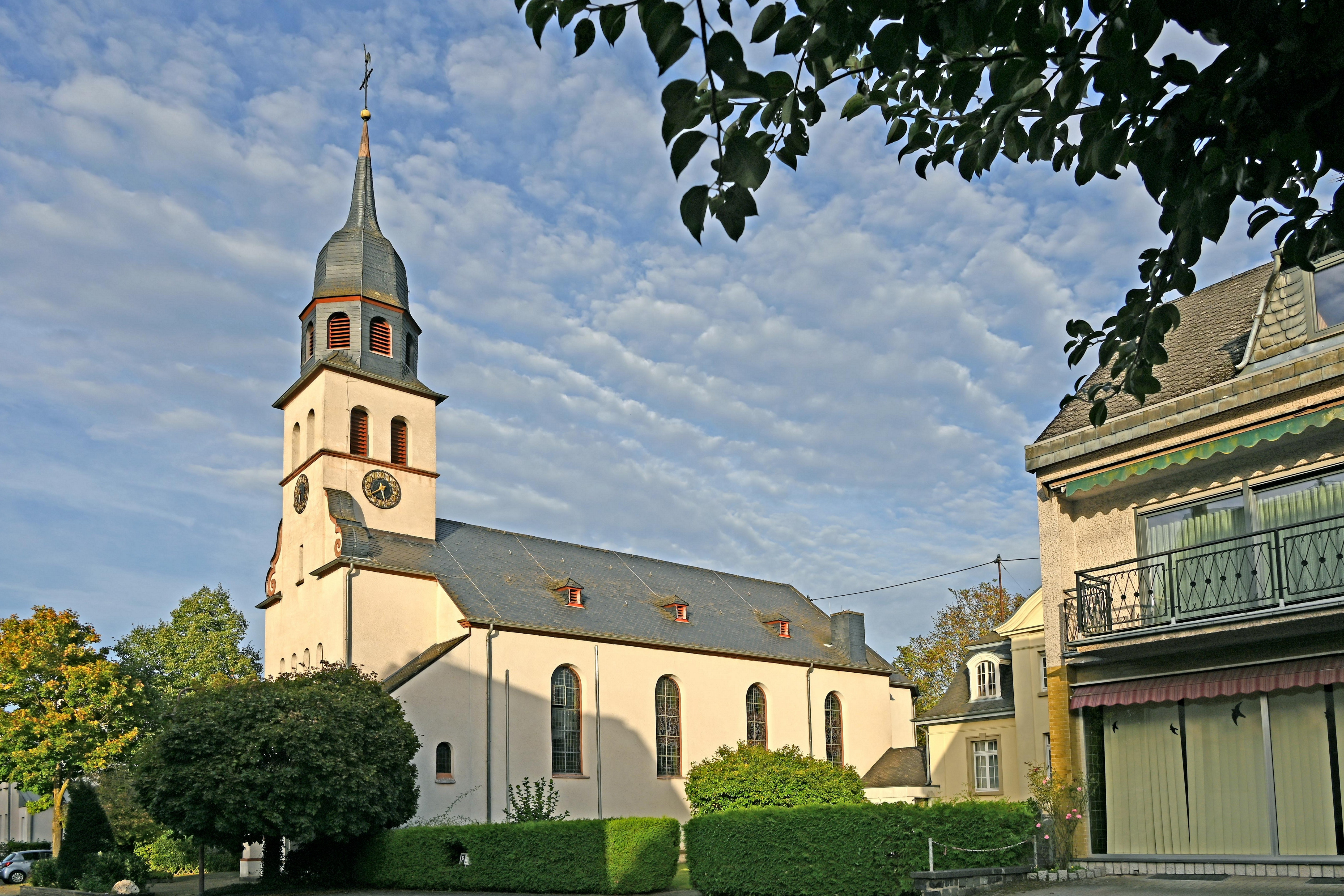
Kirche hl. Drei Könige in Kinderbeuern

Kinderbeuern (Eigenbezeichnung auch Kinderbeuern-Hetzhof) ist eine Ortsgemeinde im Landkreis Bernkastel-Wittlich in Rheinland-Pfalz. Sie gehört der Verbandsgemeinde Traben-Trarbach an.

## Geographie
Kinderbeuern liegt im Alftal am Fuß des Kondelwalds. Der Ortsteil Hetzhof liegt unweit nördlich am Kammerbach. Die unmittelbaren Nachbargemeinden im Alftal sind Bausendorf, Bengel sowie der ebenfalls im Alftal gelegenen Ortsteil Sengwald der Moselgemeinde Kinheim.

## Geschichte
Ursprünglich war Kinderbeuern (1296: Kynheymerbüren) die Außensiedlung des Moselortes Kinheim im Alftal und bis um 1740 Kinheim eingegliedert. Kinderbeuern wurde im Jahr 1296 erstmals urkundlich erwähnt. Ab 1794 stand Kinderbeuern unter französischer Herrschaft, 1815 wurde der Ort auf dem Wiener Kongress dem Königreich Preußen zugeordnet. Seit 1946 ist er Teil des Landes Rheinland-Pfalz.
Bevölkerungsentwicklung
Die Entwicklung der Einwohnerzahl von Kinderbeuern, die Werte von 1871 bis 1987 beruhen auf Volkszählungen:
| Jahr | Einwohner |
| 1815 | 298       |
| 1835 | 524       |
| 1871 | 610       |
| 1905 | 722       |
| 1939 | 820       |

| Jahr | Einwohner |
| 1950 | 898       |
| 1961 | 921       |
| 1970 | 1.000     |
| 1987 | 989       |
| 2005 | 1.106     |

## Politik

### Gemeinderat
Der Gemeinderat in Kinderbeuern besteht aus 16 Ratsmitgliedern, die bei der Kommunalwahl am 9. Juni 2024 in einer Mehrheitswahl gewählt wurden, und dem ehrenamtlichen Ortsbürgermeister als Vorsitzendem. Die Wahl 2019 fand als eine personalisierte Verhältniswahl statt, da zwei Wahlvorschlagslisten eingereicht wurden.
Die Sitzverteilung im Gemeinderat:
| Wahl | SPD               | CDU               | WG 1 *            | WG 2 **           | Gesamt   |
| ---- | ----------------- | ----------------- | ----------------- | ----------------- | -------- |
| 2024 | per Mehrheitswahl | per Mehrheitswahl | per Mehrheitswahl | per Mehrheitswahl | 16 Sitze |
| 2019 | -                 | -                 | 10                | 6                 | 16 Sitze |
| 2014 | per Mehrheitswahl | per Mehrheitswahl | per Mehrheitswahl | per Mehrheitswahl | 16 Sitze |
| 2009 | 7                 | 9                 | –                 | –                 | 16 Sitze |
| 2004 | 7                 | 7                 | 2                 | –                 | 16 Sitze |

### Bürgermeister
Rainer Schwind wurde am 20. August 2019 Ortsbürgermeister von Kinderbeuern. Bei der Direktwahl am 26. Mai 2019 war er mit einem Stimmenanteil von 61,13 % gewählt worden. Bei der Direktwahl am 9. Juni 2024 wurde er als einziger Bewerber mit 79,5 % für weitere fünf Jahre wiedergewählt.
Schwinds Vorgänger waren Heinz Christen, der das Amt 15 Jahre ausübte, und zuvor Fritz Mittendorfer.

## Wirtschaft und Infrastruktur
In Kinderbeuern gibt es einen Kindergarten und eine Grundschule. Im Ort trifft die Bundesstraße 421 auf die Bundesstraße 49. Im Westen verläuft die Bundesautobahn 1. In den Nachbarorten Ürzig sowie Bengel befindet sich jeweils ein Bahnhof der Moselstrecke.

## Personen, die mit der Gemeinde in Verbindung stehen
- Bernd Krewer (1939–2020), Forstmann, Jagdkynologe und Sachbuchautor, war von 1973 bis 2000 Leiter des Forstreviers Alf im Kondelwald und wohnt in Kinderbeuern.
- Erwin Schaaf (1933–2023), Pädagoge und Historiker, Ehrenbürger von Kinderbeuern-Hetzhof,[10] Träger der Verdienstmedaille des Landes Rheinland-Pfalz, wohnte in Kinderbeuern.

## Siehe auch

Kirche “Hl. Drei Könige”
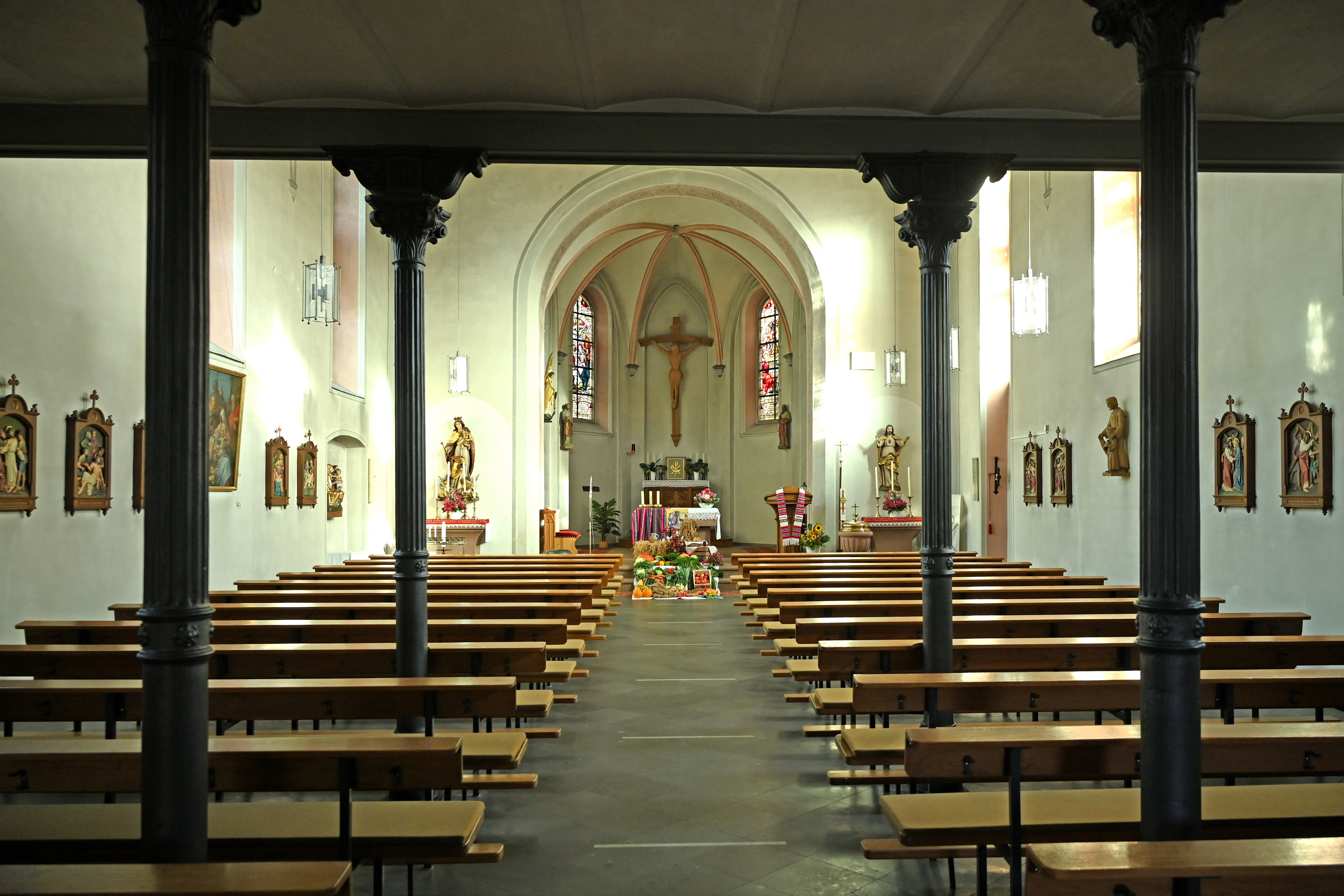
Innenraum
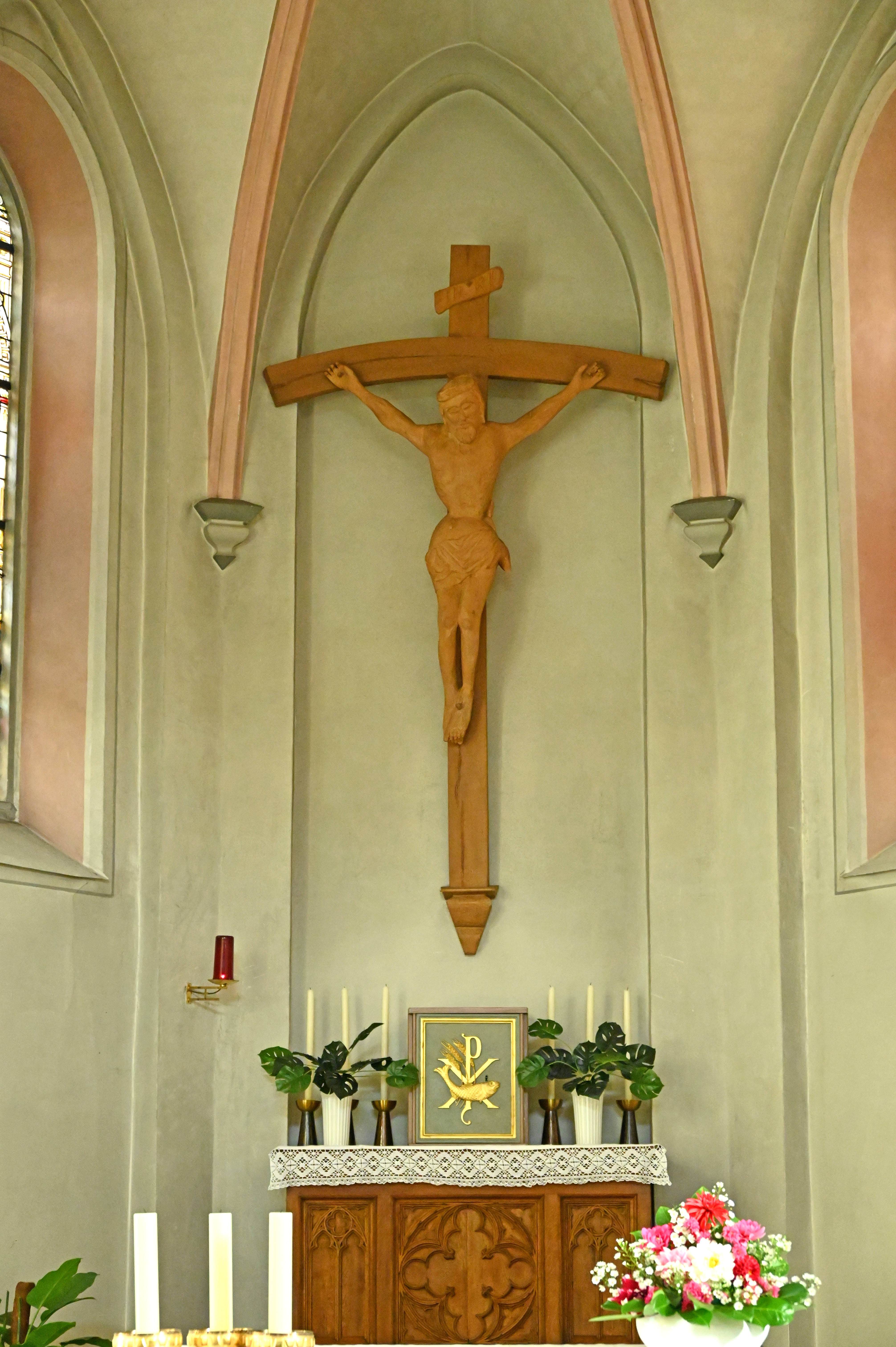
Altar
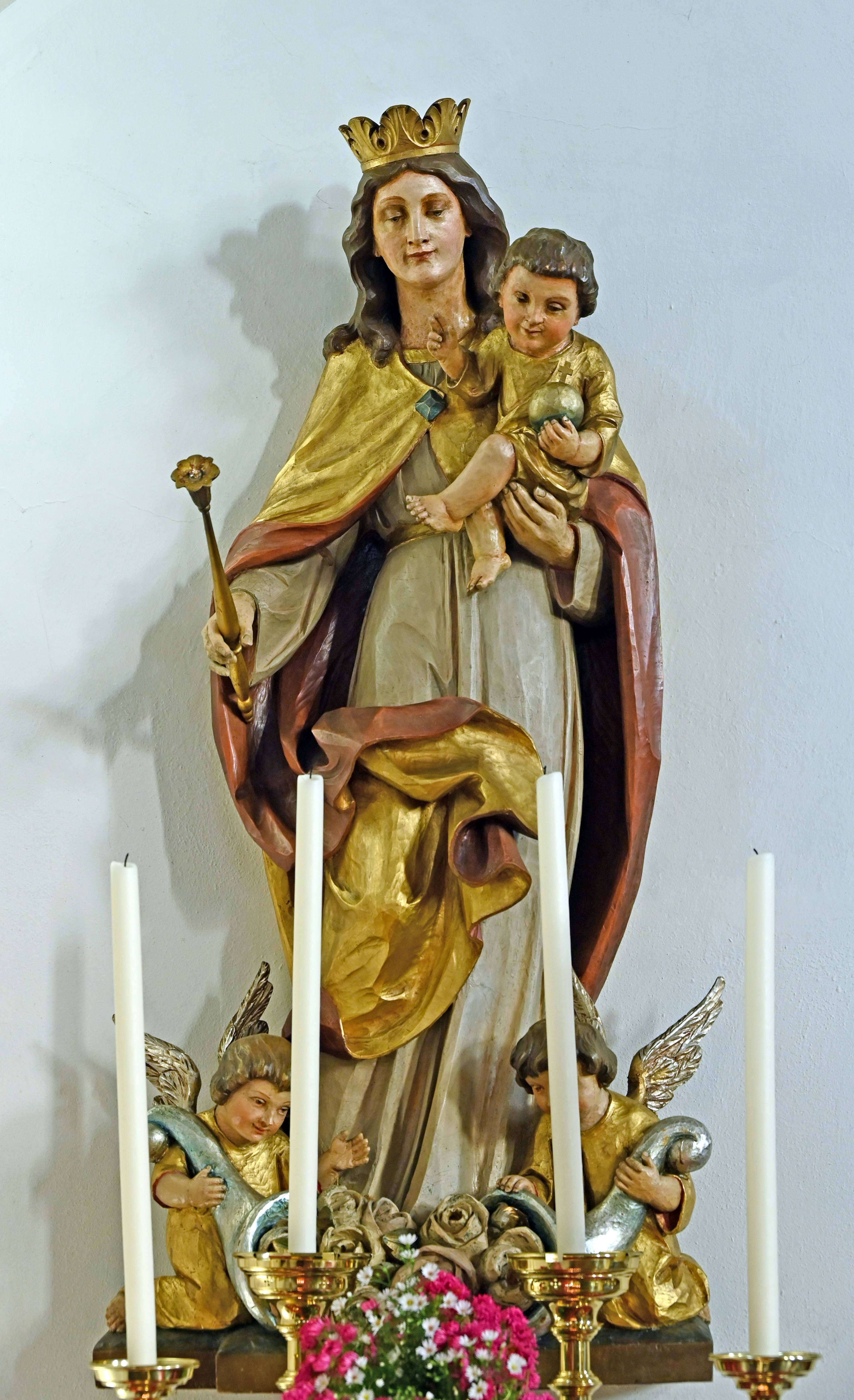
Marienstatue
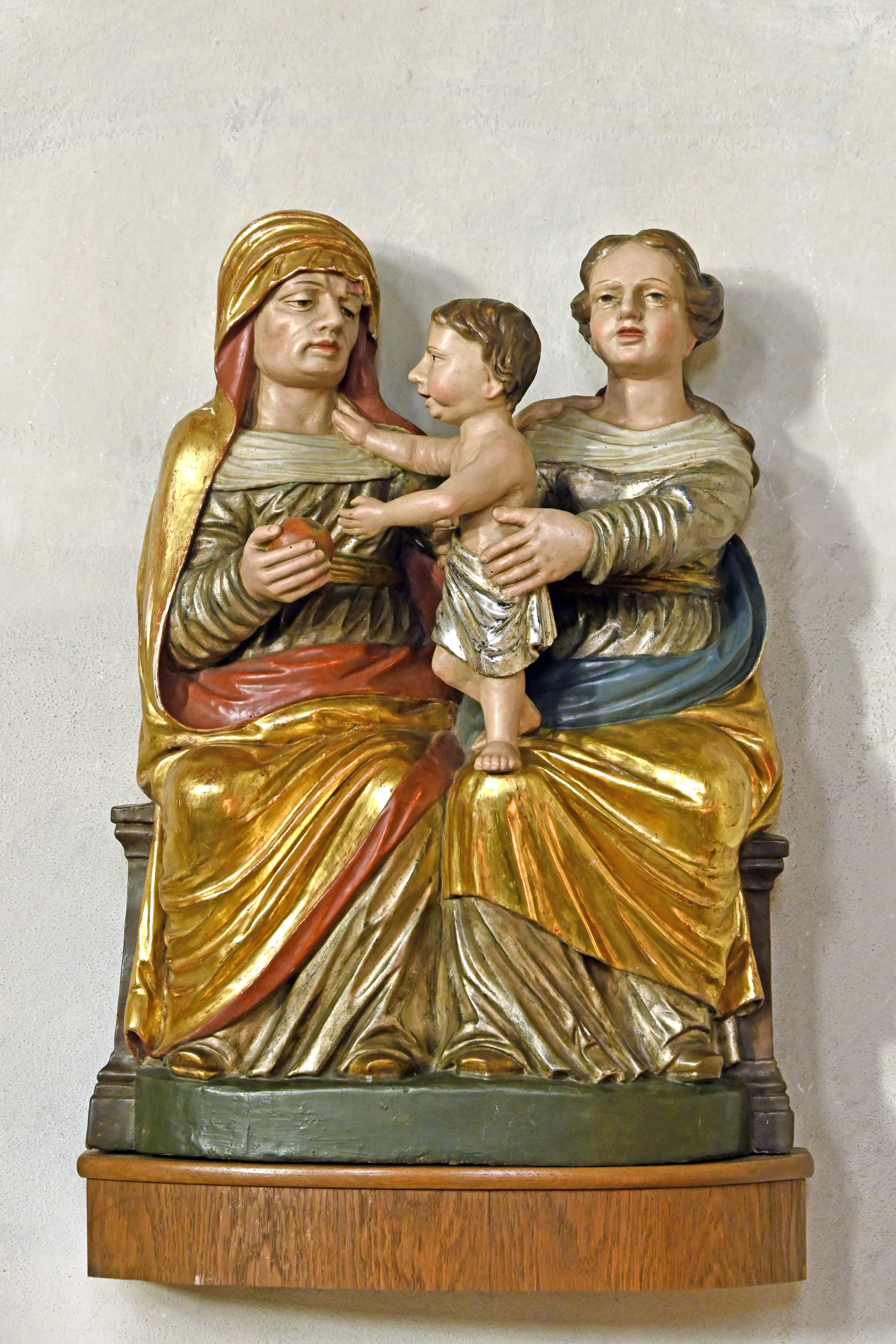
Anna selbdritt
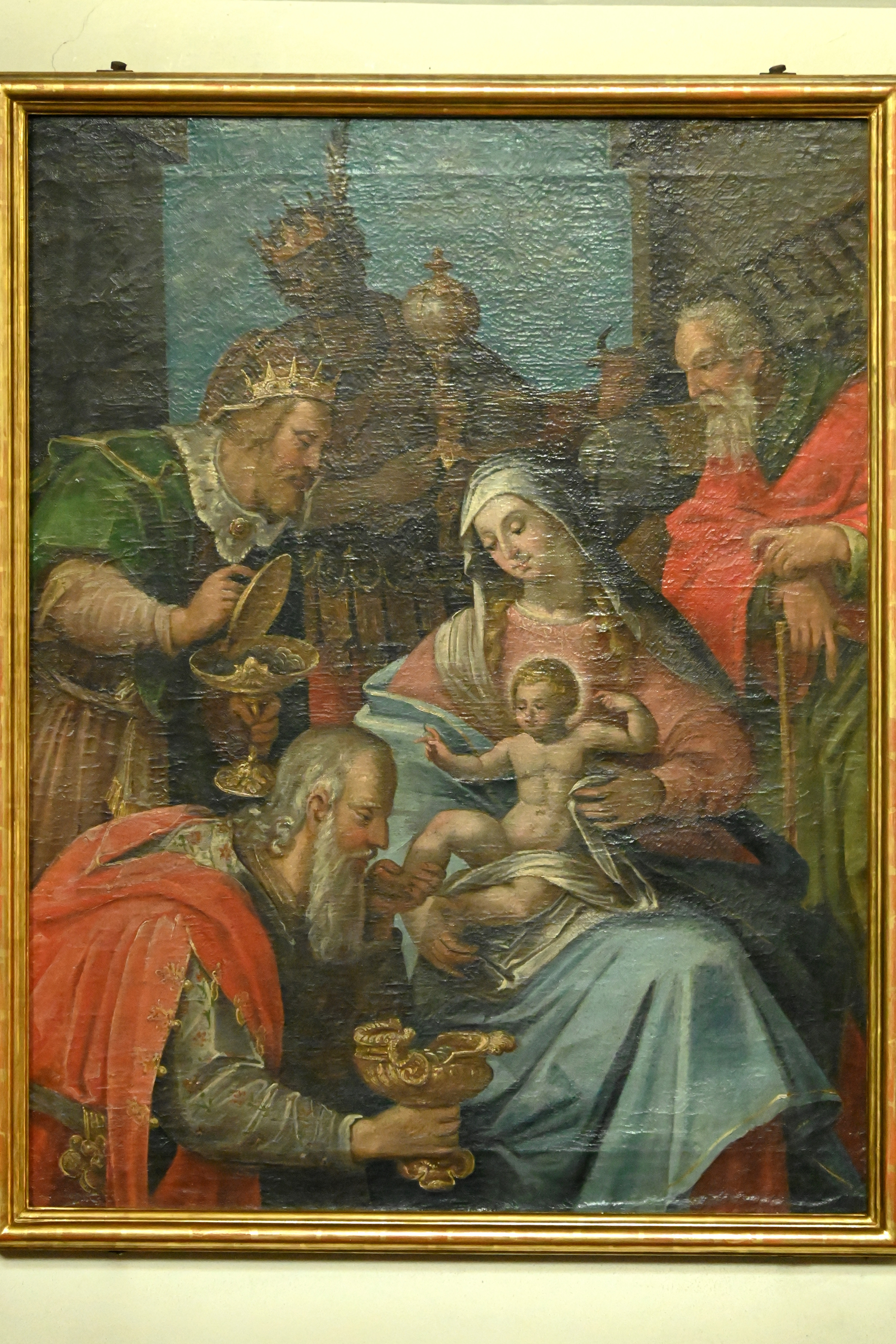
Anbetung
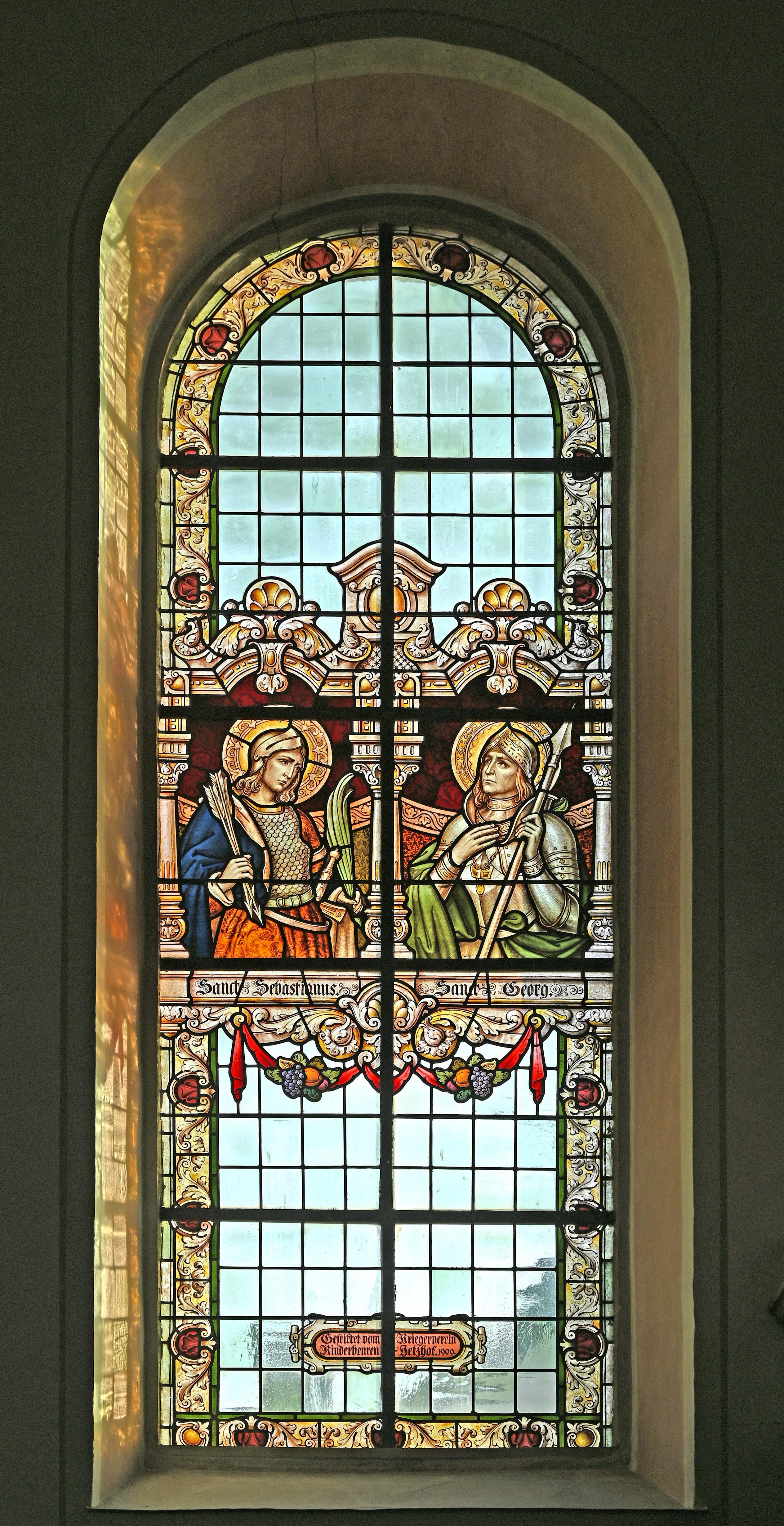
Fenster
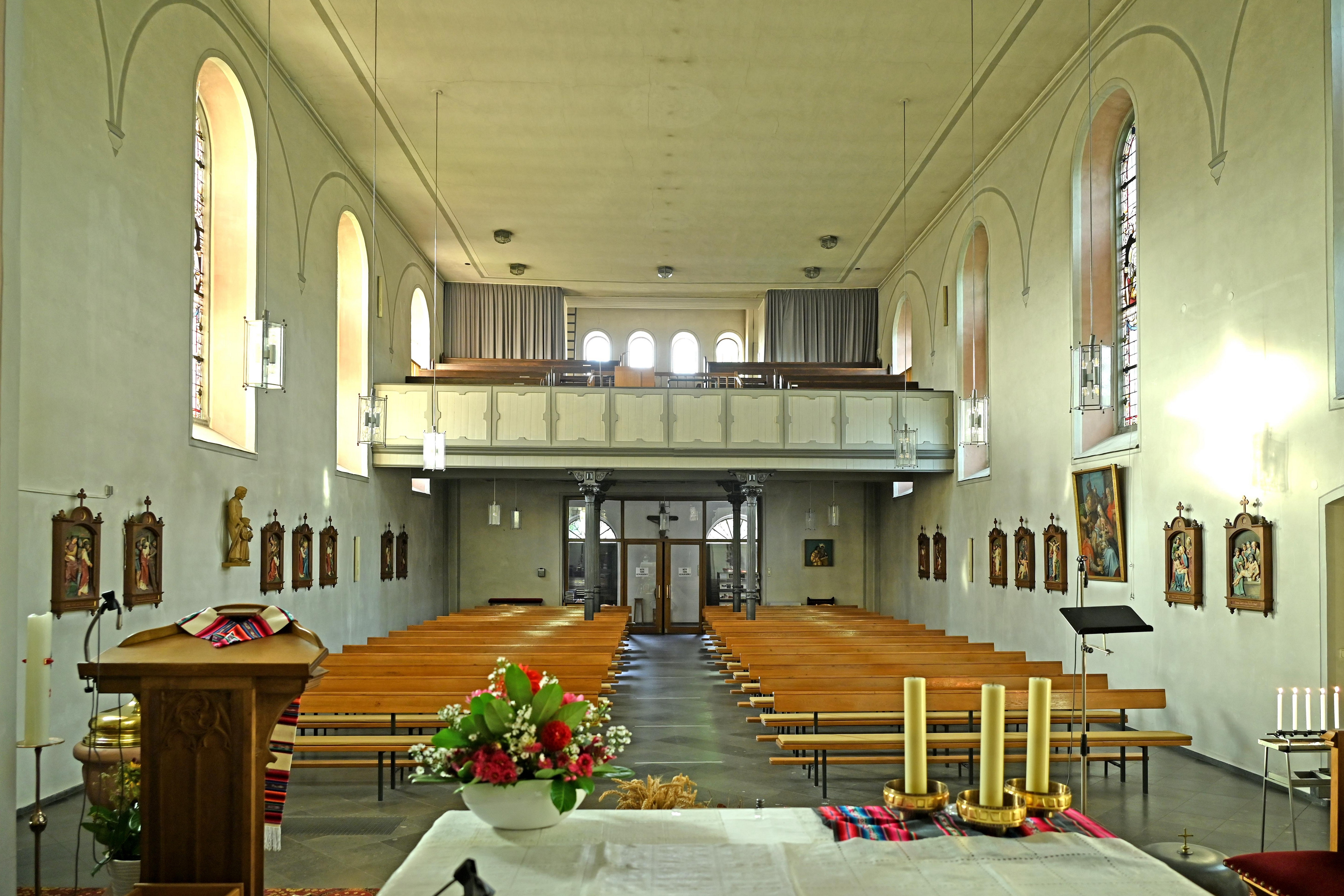
Blick zur Empore